# Daumengruppe
Daumengruppe – podgrupa pasma Alp Algawskich. Leży w Niemczech, w Bawarii na pograniczu z Austrią, na południe od Bad Hindelang, na wschód od Oberstdorfu.
Najwyższe szczyty:
- Großer Daumen – 2280 m,
- Schneck – 2268 m,
- Westlicher Wengenkopf – 2235 m,
- Nebelhorn – 2224 m,
- Östlicher Wengenkopf – 2206 m,
- Rotkopf – 2194 m,
- Laufbacher Eck – 2177 m,
- Himmelhorn – 2113 m,
- Lachenkopf – 2112 m,
- Schochen – 2100 m,
- Seekopf – 2095 m,
- Salober – 2088 m,
- Gundkopf – 2062 m,
- Laufbichlkirche – 2044 m,
- Entschenkopf – 2043 m,
- Rotspitze – 2033 m,
- Pfannenhölzer – 2025 m,
- Heubatspitze – 2008 m,
- Berggächtle – 2006 m.